# إيوغيني ماكيفوي
إيوغيني ماكيفوي (بالإنجليزية: Eugenie McEvoy)‏ هي رسامة أمريكية، ولدت في 12 مارس 1879 في نيويورك في الولايات المتحدة، وتوفيت في 1975 في وودستوك ‏ في الولايات المتحدة.